# 斎藤博 (脚本家)
斎藤 博(さいとう ひろし、1951年8月17日 - 1994年4月24日)は日本の脚本家である。日活ロマンポルノの脚本を多数書いた。

## 概要
香川県出身。東京都立大学附属高等学校卒業。若松プロダクションで助監督を務めた後、1973年からフリーとなる。1980年代の日活ロマンポルノを支えた脚本家。その後、一般映画の脚本に進出したが、1994年にくも膜下出血のため42歳で死去した。
代表作に『セーラー服 百合族』、『高校教師・成熟』、『不純な関係』等がある。斎藤が脚本担当したTV版『桃尻娘』は、劇中に数々の洋楽のヒット曲(ビートルズ、カーペンターズ、エルトン・ジョン、ビーチボーイズ、スリー・ドッグ・ナイト等)が使われており、著作権管理が数社にまたがり、また高騰化しているのでDVD化は実現されていない。

## 主な脚本作品

### 一般作品
- 『桃尻娘』(1986年) TV版脚本 (監督:中原俊)
- 『帰って来た桃尻娘』(1986年) TV版脚本 (監督:中原俊)
- 『ボクの女に手を出すな』(1986年) 脚本 (監督:中原俊)
- 『本場ぢょしこうマニュアル 初恋微熱篇』(1987年) 脚本 (監督:中田新一)
- 『愛しのハーフ・ムーン』(1987年) 脚本 (監督:滝田洋二郎)
- 『Let's豪徳寺!』(1987年) 脚本 (監督:前田陽一)
- 『猫のように』(1988年) 脚本 (監督:中原俊)
- 『Aサインデイズ』(1989年) 脚本 (監督:崔洋一)
- 『さわこの恋 上手な嘘の恋愛講座』(1990年) 脚本 (監督:廣木隆一)
- 『ザ・中学教師』(1992年) 脚本 (監督:平山秀幸)
- 『乳房』(1993年) 脚本 (監督:根岸吉太郎)

### 日活ロマンポルノ
- 『女教師狩り』(1982年) 脚本 (監督:鈴木潤一)
- 『セーラー服 百合族』(1983年) 脚本 (監督:那須博之)
- 『セーラー服 百合族2』(1983年) 脚本 (監督:那須博之)
- 『美加マドカ 指を濡らす女』(1984年) 脚本 (監督:神代辰巳)
- 『不純な関係』(1984年) 脚本 (監督:西村昭五郎)
- 『OL百合族19歳』(1984年) 脚本 (監督:金子修介)
- 『女子大寮VS看護学園寮』(1984年) 脚本 (監督:斉藤信幸)
- 『高校教師・成熟』(1985年) 脚本 (監督:西村昭五郎)
- 『制服百合族 悪い遊び』(1985年) 脚本 (監督:小原宏裕)

### テレビドラマ[2]
- 火曜サスペンス劇場
  - 『狙われた美人キャスター』(1983年3月1日、日本テレビ)※高田純と共同執筆
- 特捜最前線第382話『殺意が配達された朝！』(1984年9月19日、テレビ朝日)※竹山洋と共同執筆
- 『ハーフポテトな俺たち』(1985年、日本テレビ)
- 水曜ドラマスペシャル『恋物語』(1986年、TBS)
- 直木賞作家サスペンス『影の殺意』(1989年3月20日、関西テレビ)
- ドラマチック22『南くんの恋人』(1990年4月28日、TBS)
- 水曜グランドロマン『罪人なる我等のために』(1990年9月12日、日本テレビ)
- DRAMADAS『ギャルハンター』(1990年、関西テレビ)
  - 『飛ぶ男、墜ちる女』(1991年8月20日、日本テレビ)
- 六つの離婚サスペンス『映子の選択』(1992年、関西テレビ)
- 東芝日曜劇場『センチメンタル無宿』(1992年、CBC)
- 不思議サスペンス『姿のない尋ね人』(1992年8月10日、関西テレビ)